# Quasi-Park Narodowy Shimokita-hantō
Quasi-Park Narodowy Shimokita-hantō (jap. 下北半島国定公園 Shimokita-hantō Kokutei Kōen) - quasi-park narodowy na północy regionu Tōhoku, na wyspie Honsiu, w Japonii.
Jest klasyfikowany jako park chroniący krajobraz (kategoria V) według IUCN. Park obejmuje większość półwyspu Shimokita, włącznie z jeziorami wulkanicznymi i kraterami masywu górskiego Osore-zan (najwyższy punkt 879 m n.p.m.), nadbrzeżnymi skałami Hotoke-ga-ura oraz przylądkami: Shiriya-zaki i Ōma-zaki. Park obejmuje również część naturalnych siedlisk japońskich makaków. Obszar ten został quasi-parkiem narodowym w dniu 22 lipca 1968 roku.
Podobnie jak wszystkie quasi-parki narodowe w Japonii, jest zarządzany przez władze prefektury.